# Galócás község
Galócás község (románul: Comuna Gălăuțaș) község Hargita megyében, Romániában. Központja Galócás, beosztott falvai Galócáspatak, Nucén, Ploptyis, Preluka, Tolésén, Zápodéa, Ármándombja.

## Népessége
A 2011-es népszámlálás adatai alapján a község népessége 2498 fő volt.